# La montagne est verte
Pour plus de détails, voir Fiche technique et Distribution.
La montagne est verte est un film français, court métrage documentaire, réalisé par Jean Lehérissey et sorti en 1950.

## Synopsis
Film documentaire sur Victor Schœlcher.

## Fiche technique
- Titre : La montagne est verte
- Réalisation : Jean Lehérissey
- Scénario et commentaire : Jean Lehérissey
- Photographie : Pierre Petit, assisté de Pierre Guéguen
- Son : René Sarazin[1]
- Montage : Marcelle Saysset
- Musique : Michel Bétove
- Société de production : Les Films J.K. Raymond-Millet
- Distribution : 20th Century Fox / Distribution nom commerciale : Institut pédagogique national
- Pays de production :  France
- Format : Noir et blanc - 1,37:1
- Genre : court métrage, documentaire, historique
- Durée : 35 minutes
- Dates de sortie : 
  - France : 1950
  - Belgique : juillet 1950[2]

## Distribution
- Michel Vitold : Victor Schœlcher
- Jacques Henley : le gouverneur de la Martinique
- André Reybaz : Robespierre
- Julien Bertheau : Commentateur (voix)
- André Berton : le commissaire-priseur
- Gérard Kiavué : l'étudiant antillais lors du transfert des cendres de Schœlcher au Panthéon
- Alexandre Nestoret
- Jean Nestoret
- José Davilla
- le groupe folklorique martiniquais

## Récompenses et distinctions
- 1951 : Prix Jean-Vigo[3]